# Miskolczy Pál
Miskolczy Pál (Tállya, 1851. március 21. – Miskolc, 1902. április 12.) ügyvéd, Borsod vármegye aljegyzője.

## Életútja
Miskolczi Pál református lelkész és író és Balogh Mária fia, Miskolczy László rendőri fogalmazó és író testvérbátyja. Iskoláit Sárospatakon végezte. Miskolcra 1872-ben ment mint joggyakornok; 1877-ben tette le az ügyvédi vizsgát, majd megyei másod aljegyző lett; ezen állását elhagyta, mert jobb kezének ujjai megbénultak. Kiváló érdemeket szerzett Miskolc zenei életének föllendítése körül. A dalár-egyletnek 1875-től tagja, tíz éven át karnagya és a miskolci református iskolaszéknek tagja volt.
A Miskolcz c. hetilap munkatársa volt 1875-től és segédszerkesztője 1878. őszétől 1879. augusztus végéig (ezen lapban jelentek meg tárcái és elbeszélései); 1879-től a Borsod c. hetilapba dolgozgatott, többnyire tárcaközleményeket, sokszor azonban időszerű társadalmi kérdésekkel foglalkozó cikkeket is, míg 1884. január 1-től ezen lapnak társszerkesztője s azon év július 1-től annak haláláig felelős szerkesztője volt.
Álneve és jegye: Nemere, «P. »